# Wilamów (gromada)
Wilamów – dawna gromada, czyli najmniejsza jednostka podziału terytorialnego Polskiej Rzeczypospolitej Ludowej w latach 1954–1972.
Gromady, z gromadzkimi radami narodowymi (GRN) jako organami władzy najniższego stopnia na wsi, funkcjonowały od reformy reorganizującej administrację wiejską przeprowadzonej jesienią 1954 do momentu ich zniesienia z dniem 1 stycznia 1973, tym samym wypierając organizację gminną w latach 1954–1972.
Gromadę Wilamów siedzibą GRN w Wilamowie utworzono – jako jedną z 8759 gromad na obszarze Polski – w powiecie tureckim w woj. poznańskim, na mocy uchwały nr 39/54 WRN w Poznaniu z dnia 5 października 1954. W skład jednostki weszły obszary dotychczasowych gromad Brzozówka, Czepów Dolny, Góry, Kuczki, Lekaszyn, Wilamów i Skotniki oraz miejscowości Czepów Górny, Czepów Górny-Kolonia, Czepów Średni, Czepów Średni-Kolonia, Czepów-Osada młyńska i Kaliska z dotychczasowej gromady Stanisławów ze zniesionej gminy Orzeszków w tymże powiecie. Dla gromady ustalono 25 członków gromadzkiej rady narodowej.
1 stycznia 1956 gromada weszła w skład nowo utworzonego powiatu poddębickiego w woj. łódzkim.
Gromada przetrwała do końca 1972 roku, czyli do kolejnej reformy gminnej.